# Adolfo Liuzzi
Adolfo Liuzzi (Arta Terme, 24 dicembre 1903 – ...) è stato un calciatore italiano, di ruolo difensore.
Era anche chiamato Liuzzi III, essendo fratello minore dei calciatori Alberto (Liuzzi I) e Giuseppe (Liuzzi II).

## Carriera
Con l'Udinese esordisce nel campionato di Prima Categoria 1919-1920, e disputa altre 6 gare nel campionato di Prima Divisione 1922-1923..